# John Holloway
John Holloway (26 de julio de 1947 en Dublín, Irlanda), es un abogado y politólogo irlandés, considerado en el ámbito académico como un sociólogo y filósofo del marxismo autónomo. Sin embargo, él nunca se ha definido ni como sociólogo, ni como filósofo, ni como historiador, ni estrictamente como autonomista. Ha considerado su teoría, no como componente de una disciplina académica, sino como contribuciones a la "teoría del cambio social" que para él está constituida en gran parte por el marxismo. Ha desarrollado su pensamiento en cercanía con el zapatismo en México, donde ha vivido desde 1991. Es abogado, doctor en ciencias políticas egresado de la Universidad de Edimburgo y diplomado en altos estudios europeos en el College d'Europe. Desde 1972 es profesor en el Departamento de Política de la Universidad de Edimburgo y, actualmente, profesor del Instituto de Ciencias Sociales y Humanidades de la Benemérita Universidad Autónoma de Puebla, México.
Su libro del 2002, Cambiar el mundo sin tomar el poder, ha sido objeto de un amplio debate. Sostiene que la posibilidad de la revolución está no en la toma del Estado, sino más bien en los actos diarios de rechazo y organización contra la sociedad capitalista, lo que es llamado antipoder (que él diferencia de contrapoder). Esto ha suscitado el interés de los anarquistas socialistas así como de marxistas libertarios por la cercanía a sus propuestas. Como consecuencia del debate surgido publicó posteriormente Contra y más allá del Capital el cual incluye correspondencia con autores como Michael Löwy y un prólogo por Raúl Zibechi.

## Pensamiento de John Holloway

### El grito, la negatividad y la posibilidad de una alternativa
Holloway ve al grito como la furia exteriorizada contra lo maligno del sistema. Esta situación implica una negación y una negatividad con respecto a las formas sociales imperantes desde la cual se puede proponer o vislumbrar una alternativa liberadora. La subjetividad y la liberación están en la posibilidad del grito y la negación.

### Poder-hacer y poder-sobre
Para Holloway existirían dos aspectos del poder. Por un lado estaría el poder-sobre (power-over en inglés) el cual es aquello que domina y subyuga la posibilidad creativa humana. Por otro lado estaría el poder-hacer (power-to-do en inglés) el cual es la potencia creativa humana. En otros tiempos estos fueron entendidos como potentia y el primero como potestas. La propuesta política de Holloway consiste en liberar el poder-hacer de su existencia auto-negada o reificada en la forma de poder-sobre.
Holloway entiende la existencia del poder-sobre como producto histórico de los modos de producción de las sociedades de clases. Esta es la razón principal por la que argumenta que el estado, como poder-sobre, es una forma capitalista de dominación, por lo tanto incapaz de convertirse en medio de la revolución. Por el contrario, sostiene que el estado es una organización nada neutral (a diferencia del concepto instrumental del estado concebido por el leninismo) cuya función básica es la reificación del poder-hacer en poder-sobre. Asimismo, considera crucial la diferenciación entre el estado y la comuna o consejo de trabajadores (soviet).

### Identidad, no-identidad y subjetividad
Holloway retoma aquí un tema propuesto por el filósofo alemán Theodor W. Adorno. La identidad es algo que el sistema social impone a las personas para localizarlas y asignarles una función. El capitalismo hace esto todo el tiempo estableciendo así su poder-sobre. Holloway observa que el poder-hacer es una fuerza que se podría identificar dentro de la no-identidad o aquello que se crea y recrea constantemente eludiendo la identificación. Así pues para Holloway la subjetividad se manifiesta en la no identidad.

### La reificación y el Estado
Holloway ve a las relaciones capitalistas y al estado como la larga culminación de un proceso continuo de reificación de las relaciones interpersonales, lo cual significa que éstas están mediadas por las estructuras del estado y el capitalismo que actuarían sobre ellas. Aquí pues sería evidente el poder-sobre actuando sobre el poder-hacer de las personas. Debido a esto, Holloway argumenta lo absurdo de pretender cambiar el mundo a través de la toma del poder estatal, debido a que el Estado sería en sí parte de la culminación del proceso de reificación y así parte esencial del funcionamiento del capitalismo, así como también sería en sí mismo fuente de centralización y creador de intereses propios nuevos. 
Así se entendería el fracaso de los proyectos marxista-leninistas y socialdemócratas los cuales, aunque hayan limitado algunos extremos del capitalismo, cuando tomaron el poder estatal crearon una nueva clase burócratica que se dedicó a defender intereses propios. De esta forma el marxismo-leninismo y la socialdemocracia caen en el error instrumentalista, o el no tomar en cuenta que el instrumento con el que se hace una cosa implica en sí mismo una práctica reificadora (el estado y las representaciones institucionales son un proceso de desmovilización) que determina el proceso y el resultado de la acción.

## Publicaciones de John Holloway
En inglés
- State and Capital: A Marxist Debate (1978), ISBN 0-7131-5987-1, ed. with Sol Piccioto
- Social Policy Harmonisation in the European Community (1981), ISBN 0-566-00196-9
- Post-Fordism and Social Form: A Marxist Debate on the Post-Fordist State (1991), ISBN 0-333-54393-9, ed. with Werner Bonefeld
- Global Capital, National State, and the Politics of Money (1995), ISBN 0-312-12466-X, ed. with Werner Bonefeld
- Open Marxism: Emancipating Marx (1995), ISBN 0-7453-0864-3, ed. with Werner Bonefeld, Richard Gunn and Kosmas Psychopedis
- Zapatista!: Reinventing Revolution in Mexico (1998), ISBN 0-7453-1178-4, ed. with Eloína Peláez
- Change the World Without Taking Power (2002), ISBN 0-7453-1864-9
- Negativity and Revolution: Adorno and Political Activism (2008) ISBN 978-0-7453-2836-2, ed. with Fernando Matamoros & Sergio Tischler
- Crack Capitalism Pluto Press (2010) ISBN 0-7453-3008-8 ISBN 978-0745330082

En español
- 2002 - Cambiar el mundo sin tomar el poder. El significado de la revolución hoy, Universidad de Puebla, México y Revista Herramienta, Argentina.[2]

- 2002 - Cambiar el mundo sin tomar el poder. El significado de la revolución hoy, El Viejo Topo,

- 2011 - Agrietar el capitalismo. El hacer contra el trabajo, Ediciones Herramienta, Buenos Aires, Argentina, 336 págs., ISBN 978-987-1505-19-7.[3]

- 2011 - Agrietar el capitalismo, El hacer contra el trabajo, El viejo topo, Intervención cultural ISBN 9788415216100.